# Culture de Bonnanaro
La culture de Bonnanaro  est une culture archéologique de l'Âge du bronze ancien, qui s'est développée en Sardaigne au cours du IIe millénaire av. J.-C., d'environ 1800 à 1600 av. J.-C. Elle semble être une évolution régionale de la culture campaniforme et un précurseur de la culture nuragique et présente de nombreuses similitudes avec la culture de Polada, installée à la même époque en Italie du Nord.

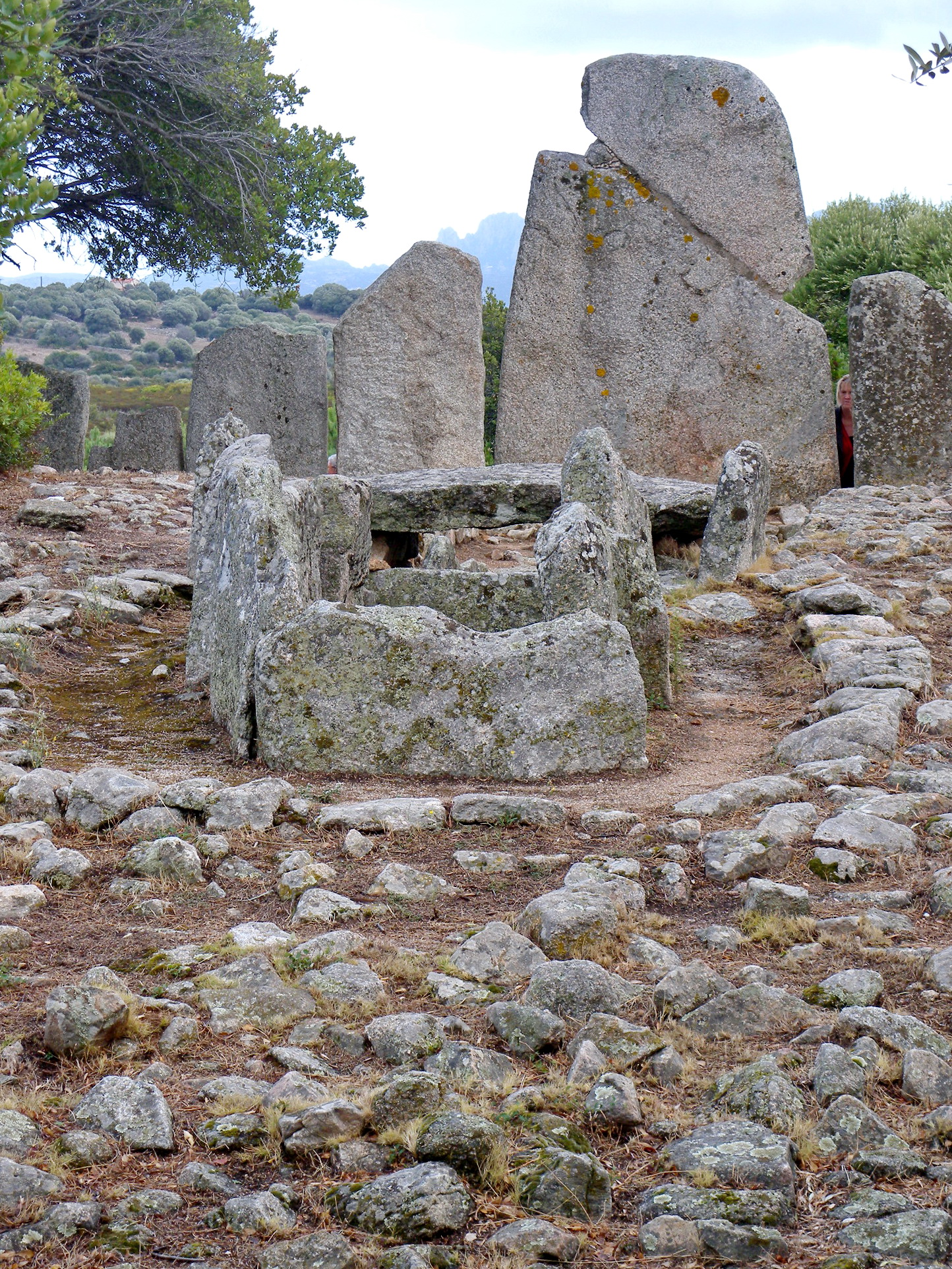
Li Lolghi, Arzachena

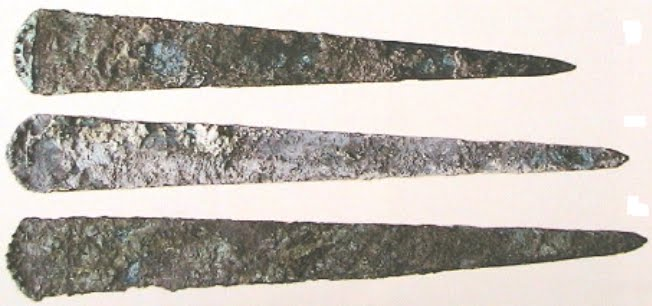
Sant'Iroxi (Decimoputzu), épées en bronze arsénié de la culture de Bonnanaro

Elle tire son nom du village de Bonnanaro (province de Sassari), où elle a été mise en évidence en 1889[réf. nécessaire]. 

## Sites archéologiques et fouilles
On trouve des tombes de la culture de Bonnanaro dans toute la Sardaigne, mais on ne connait que quatre villages de cette époque : Su Campu Lontanu (Florinas), Sa Turricula (Muros), Costa Tana (Bonarcado) et Abiti (Teti).

## Découvertes archéologiques

### Architecture
Les maisons ont une structure en pierre, couverte d'un toit fait de poutres et de branchages.
Lesnuraghes sont caractéristiques de la culture nuragique qui succèdera à la culture de Bonnanaro, dans laquelle on trouve des pseudo-nuraghes et des proto-nuraghes, mais assez peu nombreux par rapport à l'ensemble des constructions.
Les pseudo-nuraghes sont construits sur la base d'un couloir et d'une pièce, avec un escalier menant à une terrasse où sont construites une ou plusieurs cabanes. Les murs de ces dernières sont en pierre, et leur couverture est faite de madriers et feuillages. Elles sont semblables à celles de Bruncu Madugui de Gesturi. 
Les proto-nuraghes possèdent au niveau du sol une chambre avec deux petites cellules latérales ainsi que diverses chambres à fausse voute (à tholos tronquée), sur lesquelles est posé un plafond constitué de grosses plaques en pierre. Au-dessus sont construites des cabanes en pierre, couvertes de madriers et feuillages.

### Sépultures
L’architecture funéraire délaisse les allées couvertes au profit des tombes des géants, avec la stèle « centinata » et ample exèdre, comme à Su Quaddu de Nixias. La chambre funéraire est creusée dans la terre et la zone sépulcrale est délimitée par des orthostates non revêtues de pierres. À côté de l'entrée se trouvent deux fausses petites portes, une de chaque côté.
Dans de nombreuses tombes, à la tripartition de la stèle correspond une répartition similaire à l'intérieur de la tombe, témoignant de l'existence d'une croyance trinitaire, confirmée par les bétyles disposés sur le côté de la tombe en rangs simples ou multiples.

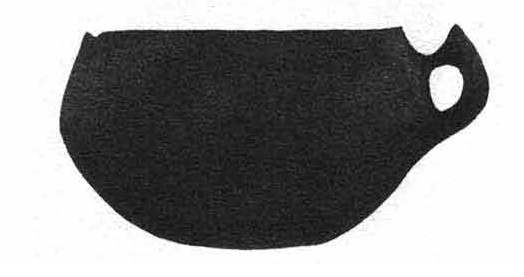
Bol de la culture de Bonnanaro

### Autres vestiges
Les vases trouvés à Su Quaddu sont décorés avec des sillons et pointillés « à peigne » rappelant les couverts de Monte Claro. 
Les objets en métal prennent l'ascendant sur ceux en os et pierre. Les vases sont lisses, sobres et linéaires.

## Anthropologie
Deux cents squelettes de cette période attestent d'une nette prévalence de dolichocéphales (67 %) par rapport aux brachycéphales (33 %), ces derniers étant principalement concentrés dans la partie nord-ouest de la Sardaigne. La hauteur moyenne mesurée est de 165 cm chez les hommes et 158 cm chez les femmes.
Des caries, hyperostosis, ostéoporoses, anémies, arthroses, arthrites et tumeurs ont été relevées.
Au niveau chirurgical, il a été constaté des trépanations du crâne, répétées jusqu'à trois fois pour un même sujet.